# Commission de l'environnement, de la santé publique et de la sécurité alimentaire
Ne doit pas être confondu avec Commissaire européen à l'environnement.
La commission de l'environnement, de la santé publique et de la sécurité alimentaire (ENVI) est l'une des 22 commissions et sous-commissions du Parlement européen. Elle est devenue en 2019 la plus importante passant de 69 à 76 députés.

## Principaux membres

### Législature 2009-2014
| Nom            | Position au sein de la commission | Pays      | Groupe politique |
| -------------- | --------------------------------- | --------- | ---------------- |
| Jo Leinen      | Président                         | Allemagne | S&D              |
| Corinne Lepage | Vice-présidente                   | France    | ADLE             |
| Carl Schlyter  | Vice-président                    | Suède     | Verts/ALE        |
| Bogusław Sonik | Vice-président                    | Pologne   | PPE              |
| Dan Jørgensen  | Vice-président                    | Allemagne | S&D              |

### Législature 2014-2019
| Nom                | Position au sein de la commission | Pays               | Groupe politique |
| ------------------ | --------------------------------- | ------------------ | ---------------- |
| Giovanni La Via    | Président                         | Italie             | PPE              |
| Adina-Ioana Vălean | Vice-président                    | Roumanie           | PPE              |
| Pavel Poc          | Vice-président                    | République tchèque | S&D              |
| Bas Eickhout       | Vice-présidente                   | Pays-Bas           | Verts/ALE        |
| Julie Girling      | Vice-président                    | Royaume-Uni        | CRE              |
| Peter Liese        | Rapporteur SEQE                   | Allemagne          | PPE              |

### Législature 2019-2024
| Nom           | Position au sein de la commission | Pays     | Groupe politique |
| ------------- | --------------------------------- | -------- | ---------------- |
| Pascal Canfin | Président                         | France   | RE               |
| Bas Eickhout  | Vice-président                    | Pays-Bas | Verts/ALE        |
| César Luena   | Vice-président                    | Espagne  | S&D              |
| Anja Hazekamp | Vice-présidente                   | Pays-Bas | GUE/NGL          |

### Législature 2024-2029
| Nom                   | Position au sein de la commission | Pays     | Groupe politique |
| --------------------- | --------------------------------- | -------- | ---------------- |
| Antonio Decaro        | Président                         | Italie   | S&D              |
| Esther Herranz García | Vice-présidente                   | Espagne  | PPE              |
| Pietro Fiocchi        | Vice-président                    | Italie   | CRE              |
| Anja Hazekamp         | Vice-présidente                   | Pays-Bas | GUE/NGL          |
| András Kulja          | Vice-président                    | Hongrie  | PPE              |